# Greatest Hits (Le cose non vanno mai come credi)
Greatest Hits (Le cose non vanno mai come credi) es un álbum recopilatorio de la cantante italiana Giorgia, publicado el 12 de junio de 2002 a través de Dischi di Cioccolata.

## Rendimiento comercial
Greatest Hits (Le cose non vanno mai come credi) permaneció durante dos semanas en la primera posición en la lista de álbumes de Italia, durante seis semanas en la segunda posición y durante dos semanas en la tercera posición, permaneciendo en el top 3 durante diez semanas consecutivas, y en el top 20 durante unas cincuenta y tres semanas, entre 2002 y 2003. El álbum también permaneció quince semanas en la lista de álbumes de Suiza.

## Posicionamiento

### Gráfica semanal
| Gráfica (2002)              | Pico de posición |
| --------------------------- | ---------------- |
| Italia (FIMI)               | 1                |
| Suiza (Schweizer Hitparade) | 49               |

### Gráfica de fin de año
| Gráfica (2002) | Pico de posición |
| -------------- | ---------------- |
| Italia (FIMI)  | 4                |

| Gráfica (2003) | Pico de posición |
| -------------- | ---------------- |
| Italia (FIMI)  | 20               |

## Certificaciones y ventas
| País          | Certificación | Ventas |
| ------------- | ------------- | ------ |
| Italia (FIMI) | Platino       | 50,000 |